# Métropole de Lyon

Département Rhône und Métropole de Lyon mit den beiden Arrondissements der circonscription départementale du Rhône (schwarze Grenzlinien)

Die Métropole de Lyon ist eine Gebietskörperschaft in der Région Auvergne-Rhône-Alpes in Frankreich, die in der städtischen Agglomeration um Lyon die Aufgaben eines Départements und diejenigen eines Gemeindeverbandes mit dem Rang einer Métropole vereint.
In der Métropole leben rund 1,3 Millionen Einwohner auf 534 Quadratkilometern Fläche in 58 Gemeinden.

## Geschichte
Auf dem Gebiet der heutigen Métropole de Lyon bestand seit 1969 als Établissement public de coopération intercommunale die Communauté urbaine de Lyon, auch Grand Lyon ("Gross-Lyon") genannt.
Zum 1. Januar 2015 wurde für das  Gebiet der Gemeinden der bis dahin existierenden Communauté urbaine de Lyon eine Gebietskörperschaft mit Sonderstatus mit der Bezeichnung Métropole de Lyon geschaffen, die sowohl die Rechtsnachfolge der Communauté urbaine als auch für ihr Gebiet diejenige des Départements Rhône antrat.
Die Struktur der staatlichen Verwaltung durch die Präfekturen und Unterpräfekturen blieb jedoch unverändert, so dass der Zuständigkeitsbereich des Präfekten der Rhône (zur Unterscheidung vom Département auch als circonscription départementale du Rhône bezeichnet) heute der Summe des Gebiets der verkleinerten Gebietskörperschaft des Départements Rhône und der Métropole de Lyon entspricht und das Arrondissement Lyon heute sowohl die Métropole de Lyon als auch einen Teil des Départements Rhône umfasst.
Da die Wahl der Volksvertretung der Métropole de Lyon, des Conseil de la Métropole, anders als die Wahl der Départementräte über Listen erfolgt, wurden zugleich die Kantone auf ihrem Gebiet abgeschafft.

## Gliederung
Die Métropole Lyon besteht aus 58 Gemeinden, die alle zum Arrondissement Lyon gehören.
| Arrondissement               | Gemeinden | Einwohner 1. Januar 2022 | Fläche km² | Dichte Einw./km² | Code INSEE |
| ---------------------------- | --------- | ------------------------ | ---------- | ---------------- | ---------- |
| Lyon (nur Métropole de Lyon) | 58        | 1.433.613                | 533,68     | 2686             | 691        |
| Métropole de Lyon            | 58        | 1.433.613                | 533,68     | 2686             | 69M        |

Siehe: Liste der Gemeinden in der Métropole de Lyon